# Rumi Katō
Rumi Katō (加藤るみ, Katō Rumi), née le 9 mars 1995 dans la préfecture de Gifu, au Japon, est une chanteuse, idole japonaise du groupe de J-pop SKE48.